# 高木新平 (クリエイティブディレクター)
高木 新平（たかぎ しんぺい、1987年10月18日 - ）は、富山県出身のクリエイティブディレクター。株式会社ニューピース代表取締役CEO。

## 来歴
1987年、富山県生まれ。富山県立高岡高等学校、早稲田大学を卒業後、博報堂に入社。
2014年、独立後NEWPEACE Inc.を創業し、企業や地域のビジョン開発、ブランド戦略の立案・実装を行う。
富山県の成長戦略会議委員、ブランディング責任者として、ウェルビーイング政策を実施。